# 坂城町
坂城町（日语：／ Sakaki machi */?）是長野縣埴科郡所屬的一町。雖然與長野市、千曲市同屬北信地域，但在生活、經濟、商業上與鄰接的東信的上田市關係更緊密。人口約16,400人、面積53.64km²。

## 交通

### 道路
- 國道18號